# Okres Sulęcin
Okres Sulęcin (polsky Powiat sulęciński) je okres v polském Lubušském vojvodství. Rozlohu má 1177,80 km² a v roce 2022 zde žilo 33 876 obyvatel. Sídlem správy okresu je město Sulęcin.

## Gminy
Městsko-vesnické:
- Lubniewice
- Sulęcin
- Torzym

Vesnické:
- Krzeszyce
- Słońsk

## Města
- Lubniewice
- Sulęcin
- Torzym

## Sousední okresy
| Růžice kompasu | Marecké Poodří    | Gorzów            | Gorzów      | Růžice kompasu |
| Růžice kompasu | Słubice           | Sever             | Międzyrzecz | Růžice kompasu |
| Růžice kompasu | Słubice           | Okres Sulęcin     | Międzyrzecz | Růžice kompasu |
| Růžice kompasu | Słubice           | Jih               | Międzyrzecz | Růžice kompasu |
| Růžice kompasu | Krosno Odrzańskie | Krosno Odrzańskie | Świebodzin  | Růžice kompasu |